# Palazzo della Cancelleria
Der Palazzo della Cancelleria (deutsch Palast der [Apostolischen] Kanzlei) ist ein Palast in der Altstadt (centro storico) von Rom. Er liegt zwischen dem Corso Vittorio Emanuele II und der Via del Pellegrino im Stadtteil Parione. Die Hauptfassade geht zur Piazza della Cancelleria.
Der Kardinal und päpstliche Vizekanzler Raffaele Riario ließ sich zwischen 1485 und 1513 den Palast als Residenz erbauen. Er ist der erste Renaissancepalast in Rom und spielt bei der urbanen Neuordnung und der Rückgewinnung der dominanten Stellung Roms eine wichtige Rolle. Der Entwurf wird unter anderem auf Leon Battista Alberti zurückgeführt. Als Architekten bzw. Baumeister werden Donato Bramante, Andrea Bregno und auch Baccio Pontelli genannt. Die majestätische Fassade und der formvollendete Innenhof machen ihn zu einem der schönsten Paläste Roms.

## Geschichtlicher Überblick

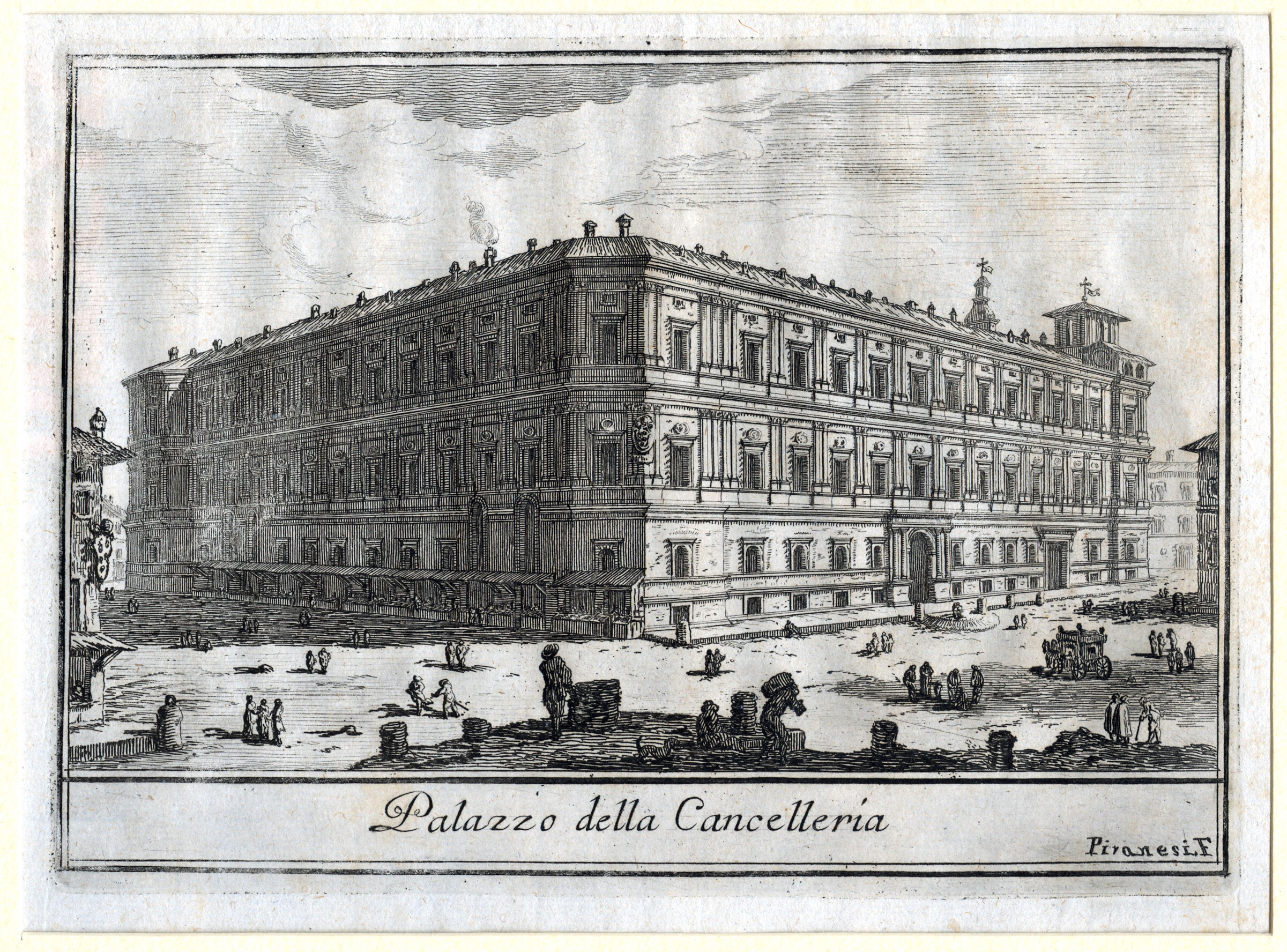
Stich von Giovanni Battista Piranesi, 1770

Papst Damasus I. ließ neben der von ihm gestifteten Kirche San Lorenzo in Damaso im 4. Jahrhundert einen Palast errichten. In der Mitte des 15. Jahrhunderts wurde dieser Bau von Kardinal Ludovico Scarampi Mezzarota erneuert und erweitert. Um das Heilige Jahr 1475 begann Papst Sixtus IV. (1414–1484) die Sanierung der römischen Stadtviertel Regola, Ponte und Campo Marzio. Rom hatte durch das Exil der Päpste in Avignon und des Abendländischen Schismas an Einfluss zugunsten der norditalienischen Stadtstaaten Florenz, Mailand und Venedig verloren. Auch aus strategischen Gründen wurden alte Gebäude niedergerissen und weite Plätze sowie breite, gerade Straßen angelegt, die bald durch prächtige Paläste und repräsentative Gebäude gesäumt waren. Mit dieser städtebaulichen Erneuerung forcierte insbesondere der Klerus den Wiederanfang der kulturellen Vormachtstellung Roms, begünstigt durch eine „ins Schrankenlose wachsende Simonie“.
Die Inschrift an der Ecke der Via Florea (heute Campo de‘ Fiori) fasst die Maßnahmen Papst Sixtus IV. zusammen:

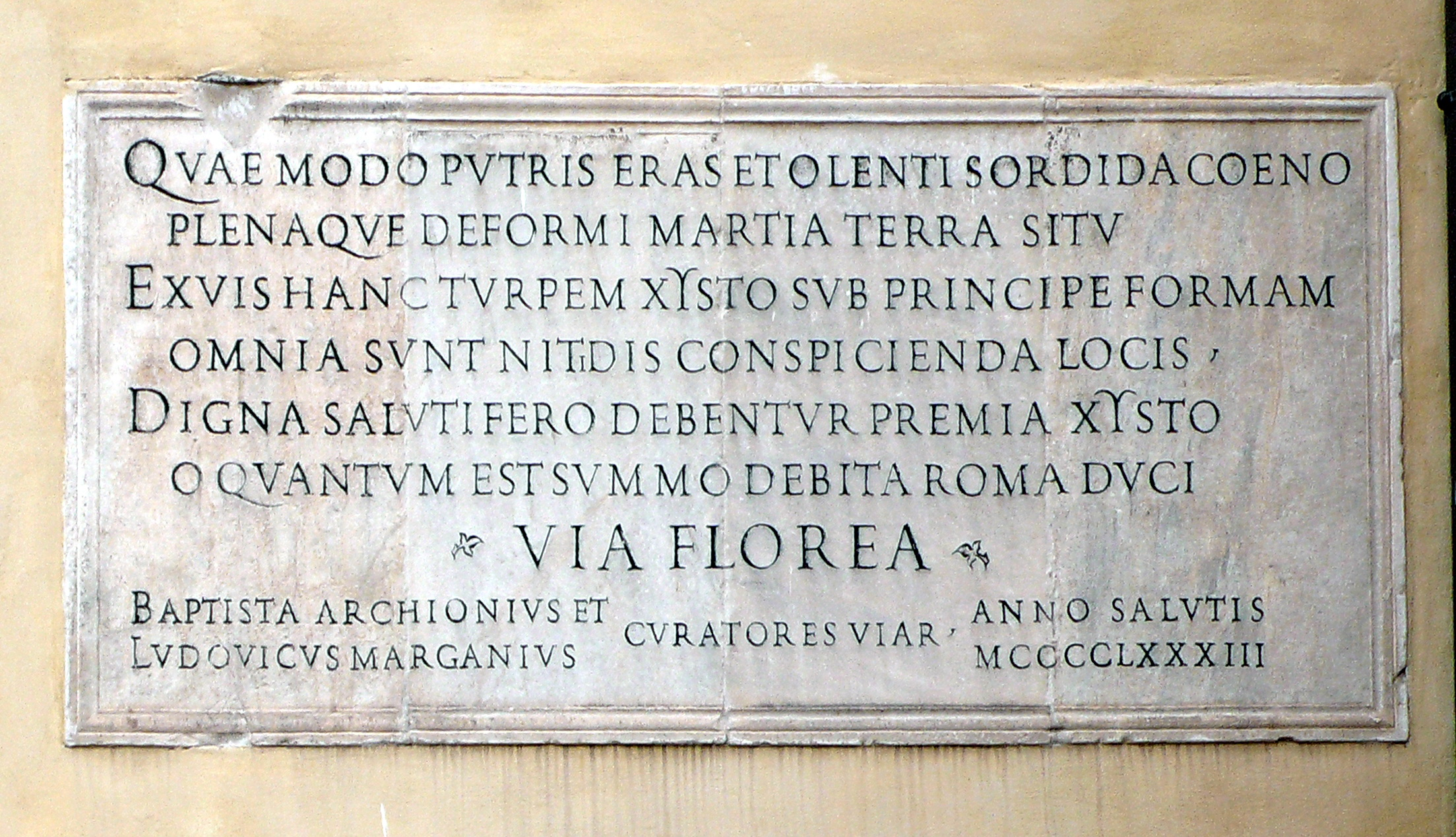
Inschrift anlässlich der Stadterneuerung durch Sixtus IV.

„Das du eben noch faulig warst und dreckig von stinkendem Unrat

und voll, Marsland, von unschönem Schmutz,

legst du (jetzt) unter dem Prinzeps Xystus (= Sixtus) diese hässliche Gestalt ab:

Alles ist höchst ansehnlich in diesem strahlenden Quartier!

Würdiger Lohn und Preis wird dem heilbringenden Xystus geschuldet:

O, wie sehr ist Rom verschuldet seinem höchsten Führer!

Blumenstraße.

Baptista Archionius und Ludovicus Marganius, Beauftragte für die Straßen

Im Jahr des Heils 1483“
Insbesondere spielten bei dieser städtebaulichen Erneuerung reiche Kardinäle eine vorrangige Rolle. Sie waren es, die ab der zweiten Hälfte des 15. Jahrhunderts die neue aufsteigende Klasse bildeten, die ihren Reichtum unter anderem dem Ablasshandel, dem Handel mit Privilegien und begehrten Posten verdankten. Purpurträger wie Ascanio Sforza, Rodrigo Borgia oder Oliviero Carafa fühlten sich als Mäzene der Künste; sie übertrumpften sich beim Bau ihrer reich ausgestatteten Paläste und höfischen Residenzen. Einer der prominentesten dieser Kardinäle war der Nepote Sixtus IV. Raffaele Riario, der 1477 im Alter von 17 Jahren zum Kardinal und 1483 zum Titular der Basilika von San Lorenzo in Damaso ernannt worden war. Er lebte anfangs in dem angrenzenden alten Kardinalspalast, den er bald abreißen ließ, um den Neubau des Palastes und der Kirche zu ermöglichen. Der Gewinn von 14.000 Dukaten beim Würfelspiel in zwei Spielen mit Franceschetto Cybò, Sohn Papst Innozenz VIII. soll die finanzielle Basis gewesen sein.
Etwa um 1485 begannen die Bauarbeiten und dauerten bis 1514. 1495 waren die Südseite des Palastes an der Via del Pellegrino und die Hauptfassade bereits vollendet, 1496 bezog Kardinal Riario den Palast. Zwischen 1511 und 1514 erfolgte die Fertigstellung. Im Laufe des 16. Jahrhunderts wurden die Ausstattung von Innenräumen wie der Saal der 100 Tage (Salone dei Cento Giorni) und das Appartement des Kardinals geschaffen.
Die Wappen von Sixtus IV. und Julius II. an den Ecken der Fassade erinnern an die Päpste, unter denen der Bau begonnen, fertig gestellt und zu großen Teilen auch finanziert wurde. Die Baukosten betrugen schließlich annähernd 180.000 Scudi.
1517 wurde Kardinal Riario verdächtigt, in die Verschwörung der Kardinäle Raffaele Petrucci und Bandinello Sauli gegen Papst Leo X. verwickelt zu sein. Er wurde verhaftet und in der Engelsburg gefangen gehalten. Nach einer Intervention des Bankiers Agostino Chigi beim Papst wurde er unter der Auflage der Zahlung der Summe von 150.000 Dukaten, von denen ein drittel Chigi bezahlte und der Vererbung seines Palastes an die Päpstliche Kammer begnadigt.
Im Zuge des Sacco di Roma 1527 verwüsteten die Söldner der Kaiserlichen Liga unter Kaiser Karl V. Rom und brannten den Palast nieder. 1585–1590 erfolgte die Wiederherstellung unter Papst Sixtus V. durch Domenico Fontana.
1938 wurde bei archäologischen Grabungen unter dem Palast das Grabmal des Aulus Hirtius entdeckt. 1988 fand man Reste einer Basilika aus dem 4. und 5. Jahrhundert.
Seit 2015 lässt die Güterverwaltung des Apostolischen Stuhls nach Voruntersuchungen die vier Fassaden des Palastes umfangreich restaurieren.

## Nutzungsgeschichte
Der Palast hat im Verlauf der Jahrhunderte immer wieder eine bedeutende Rolle in der Geschichte der Stadt Rom und des Kirchenstaates gespielt. Neben der Nutzung des Palastes bzw. einzelner Gebäudekomplexe durch die Kardinäle Riario und Farnese im 15. und 16. Jahrhundert sind weitere mehr oder minder historisch bedeutsame oder fundierte Ereignisse überliefert.
1501 bewohnte während des Durchzugs französischer Truppen der Befehlshaber Robert Stuart d’Aubigny, der Generalleutnant König Ludwig XII., vom 24. Juni bis 3. Juli den Palast. Der Chronist Jean d’Auton berichtet, dass während seines Aufenthaltes im Palast überaus prächtige Feste und Bankette stattfanden. Ein eigens dafür angelegter Garten mit Orangen-, Zitronen-, Granatapfelbäumen und anderen teuren Obstbäumen, sowie einer großen Anzahl unterschiedlicher duftender Blumen bildeten den ornamentalen Rahmen.
1527 erlebte Andrea Matteo Kardinal Colonna im Palast das Eindringen der Söldner der Kaiserlichen Liga und die Plünderung der Stadt. Der Palast brannte ab und das Archiv ging in den Flammen verloren. 1585 bis 1590 veranlasste Papst Sixtus V. die Restaurierung des verwüsteten Palastes durch seinen bevorzugten Architekten Domenico Fontana. Dieser schuf auch das Hauptportal des Palastes.
1689 ernannte Papst Alexander VIII. seinen Nepoten Pietro Ottoboni zum Vizekanzler der Kirche und Kardinal von San Lorenzo in Damaso. Der 22 Jahre alte Ottoboni bezog den Palast und wurde, in der Nachfolge der Königin Christina von Schweden, zu einem der bedeutendsten Kunstförderer Roms seiner Zeit. Er ließ das Teatro Ottoboni in den Palast einbauen und versammelte eine Elite von Künstlern, vor allem Musiker um sich. Besondere Gunst genoss Arcangelo Corelli, der die Konzerte und Opernaufführungen im Theater leitete und bis zu seinem Lebensende im Palast wohnen durfte.
1798 zog General Louis-Alexandre Berthier auf Befehl Napoleons in Rom ein, setzte Papst Pius VI. als Staatsoberhaupt des Kirchenstaates ab und verkündete die Römische Republik. Der Palast wurde Sitz des Tribunals der Römischen Republik und des Kaiserlichen Gerichtshofes (daher die Inschrift CORTE IMPERIALE über dem Hauptportal), mit einer großen Anzahl von Richtern, Räten, Auditoren, einem Generalprokurator und einem Generalanwalt.
1849 unter der anfangs demokratischen Verwaltung Pius IX. wurde der Palast zum Sitz des Römischen Parlaments. Im gleichen Jahr musste Pius IX nach Gaeta fliehen. Im Palast fand die Verfassungsversammlung des 5. Februar statt. Hier wurde das Dekret erlassen, dessen Artikel I lautet: „Das Papsttum ist de facto abgeschafft und die Rechte gehen auf die zeitliche Regierung des Römischen Staates über“ und der Artikel III: „Die Regierungsform ist eine reine Demokratie und nimmt den glorreichen Namen Römische Republik an“. Am 5. Juli 1849 kehrte Pius IX nach Rom zurück und erhielt die Schlüssel der Stadt Rom. Im Palast wurden erneut die Ämter der Cancelleria Apostolica eingerichtet. Diese blieb bis 1870 in Funktion; allerdings wurden Kompetenzen an andere päpstliche Ämter abgegeben. Zuletzt verblieb lediglich eine einzige Aufgabe, die darin bestand, päpstliche Schreiben zu befördern.
Am 20. September 1870 endete mit dem Einmarsch der italienischen Truppen der Kirchenstaat. Der Palast blieb aber weiterhin der Sitz des Kardinal-Vizekanzlers der Heiligen Römischen Kirche mit dem Privileg der Exterritorialität. Die Stellung eines Vizekanzlers verlor aber zunehmend an Bedeutung; 1908 erhält der amtierende Kardinal den Rang eines Kanzlers.
1929 wurden die Lateranverträge zwischen Benito Mussolini und dem Staatssekretär des Papstes Pius XI, Kardinal Pietro Gasparri, geschlossen. Der Palazzo della Cancelleria ist damit eine der Besitzungen des Heiligen Stuhls, welche den Status der völkerrechtlichen Exterritorialität genießen.
1967 wird der Palazzo della Cancelleria, bis dahin nur mehr Amtssitz des Kanzlers, zum Sitz wichtiger Institutionen der Römischen Kurie. Derzeit sind im Gebäude untergebracht:
- die Apostolische Pönitentiarie (Bußgerichtshof), zuständig für Erteilung und Anwendung von Absolutionen und Dispensen
- die Römische Rota, der höchste Zivil- und Strafgerichtshof der Kirche, unter anderem zuständig für die Annullierung von Ehen
- die Apostolische Signatur, die höchste Gerichtsinstanz der Römischen Kurie, mit dem Kassationsgerichtshof, dem Verwaltungsgericht und der obersten Gerichtsverwaltungsbehörde
- die Päpstliche Akademie für Archäologie
- die Päpstliche Akademie der schönen Künste und der Literatur.

## Architekten
Da das Archiv des Palastes während des Sacco di Roma 1527 in einem Brand vernichtet wurde, ist bis heute nicht gesichert, wer der Architekt dieses ersten Baues der Renaissance in Rom war. Der ursprüngliche Entwurf weist auf den Humanisten und Architekten Leon Battista Alberti hin, auf den der Entwurf des Palazzo Rucellai in Florenz zurückgeht. Alberti starb allerdings schon 1472 und kommt somit als ausführender Architekt des Palazzo della Cancelleria nicht in Frage. Fest stehen allerdings Parallelen bei wichtigen architektonischen Details. Jacob Burckhardt hält Donato Bramante für den Architekten; was allerdings auch wenig wahrscheinlich ist, da Bramante erst Ende 1499 nach Rom kam. Auch Giorgio Vasari erwähnt die Mitwirkung Bramantes. Vasari nennt als Ausführenden (esecutore) einen Antonio da Montecavallo. Die Mitwirkung des Steinmetzes Andrea Bregno, der nach seinem Wohnsitz meist Andrea da Montecavallo genannt wurde, ist an der Ausführung gesichert. Möglicherweise sind die beiden identisch. Bregno war in erster Linie für Steinmetzarbeiten und Skulpturen – weniger aber als Architekt – bekannt und gefragt; ihm werden die Fenster und der Erker an der Via del Pellegrino zugeschrieben. Weiters genannt wird Baccio Pontelli, der unter Sixtus IV. und seit 1487 unter Innozenz VIII. als Baumeister tätig war. Der in der Literatur mehrfach erwähnte Antonio da Sangallo der Jüngere, geboren 1484, war möglicherweise in einer späteren Bauphase beteiligt.

## Standort und Lage
Der Palast liegt im Stadtviertel Parione in unmittelbarer Nähe des Campo de’ Fiori. Er erstreckt sich über ein ganzes Straßengeviert und grenzt mit seiner nördlichen Seite an den Corso Vittorio Emanuele II. An der südlichen Seite führt er entlang der Via del Pellegrino, die im 15. Jahrhundert die wichtigste Pilger- und Prozessionsstraße war. Die Hauptfassade an der Piazza della Cancelleria entstand durch die Begradigung der ursprünglichen Fassade auf der Seite zum Platz. Sie erzielt ihre monumentale Wirkung durch die Schaffung dieses Vorplatzes und einer Grundlinie.

## Namensgebung
Der ursprüngliche Name war Palazzo Riario, nach dem Auftraggeber und erstem Bewohner. Nach der „Vererbung“ des Palastes an die Päpstliche Kammer 1517 wurde der größte Teil des Palastes als Apostolische Kanzlei (Cancelleria Apostolica) genutzt, genannt die „neue“, und erhielt so den Namen Palazzo della Cancelleria. Die Residenz des Titulars der Kirche San Lorenzo in Damaso verblieb in dem Palast.

## Äußere Gestaltung

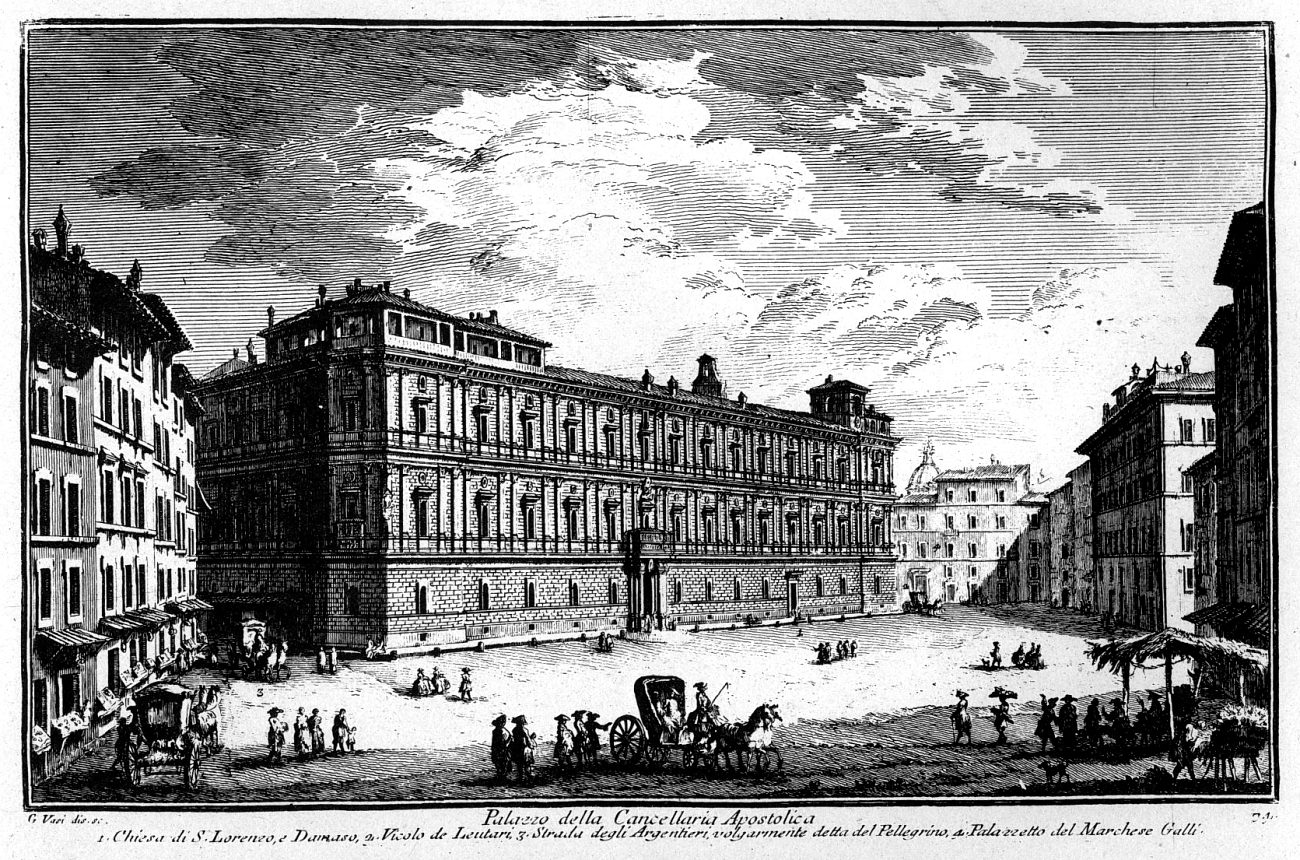
Vedutenstich von Giuseppe Vasi

Der Palazzo della Cancelleria setzt neue Maßstäbe in der Baugeschichte, da er mit der bis dahin erbauten Form eines Palazzo a torre (mit Ecktürmen), wie beispielsweise der Palazzo Venezia, bricht. Er ist der erste vollkommen zivile Palastbau der Renaissance in Rom, der auf wichtige Verteidigungselemente verzichtet und die Eleganz antikisierender Fassadengestaltung aufnimmt. Die frühchristliche Kirche San Damaso ist vollständig in den Bau integriert. Die Fassade verkleidet sowohl den Wohntrakt als auch die Kirche, die nach außen hin nicht in Erscheinung tritt.

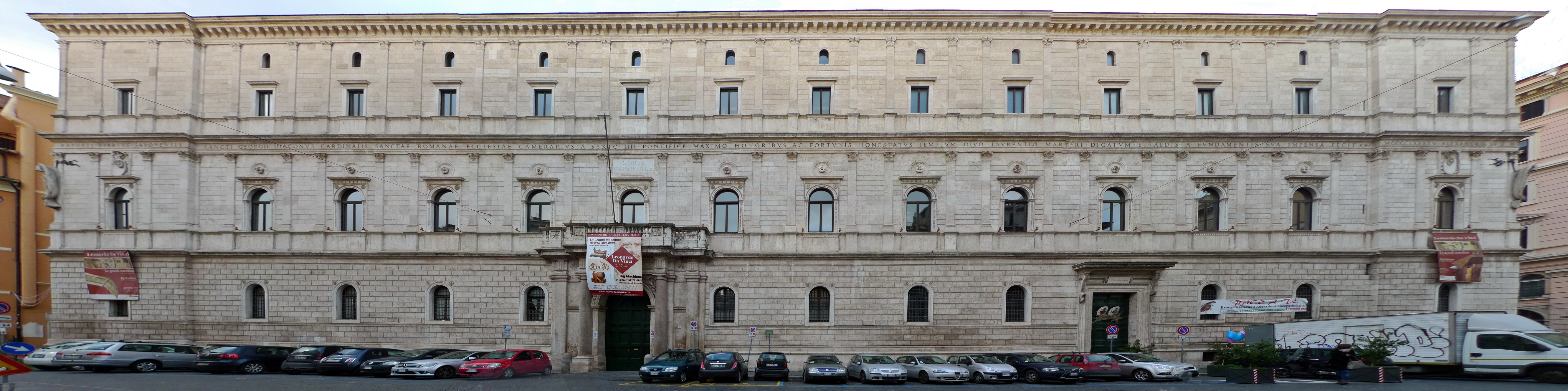
Palazzo della Cancelleria Frontansicht

Die Hauptfassade, die größte Platzfassade, die das 15. Jahrhundert hervorgebracht hat beeindruckt mit ihrer betont horizontalen Ausbreitung und gilt aufgrund ihrer klaren Gliederung, die die Prinzipien des Goldenen Schnitts aufnimmt, als Meisterwerk der Renaissance-Architektur. Begrenzt wird sie an jeder Seite durch Eckrisalite, die an ehemalige Wehrtürme erinnern. Die Verkleidung der Fassade mit Travertin in allen Geschossen und die damit einhergehende Farbgestaltung ist ebenfalls ein Novum in der Gestehungszeit. Der Travertin soll vom Kolosseum und dem Triumphbogen des Kaisers Gordianus stammen.
Horizontal in drei, durch Gesimse geteilte Zonen gleicher Höhe gegliedert, ist das Sockelgeschoss mit Rustika-Mauerwerk den Wohngeschossen untergeordnet. Es öffnen sich Bogenfenster und dezentral angeordnete Eingangstore, das Portal des Palastes, das erst 1589 von Domenico Fontana auf Anweisung Kardinal Alessandro Farnese errichtet wurde und das kleinere rechte Portal der Kirche zur Piazza della Cancelleria. Das Hauptportal ist mit heraldischem Schmuck und Granitsäulen ausgestattet.
Die darüber liegenden Stockwerke werden von zwei Reihen von Lisenen mit Kompositkapitellen geteilt, die eine enge Verbindung mit den Pilastern zwischen den Fenstern eingehen und an toskanische Paläste, insbesondere an den Palazzo Rucellai in Florenz von Leon B. Alberti erinnern. Im Piano Nobile, dem mittleren Geschoss, befinden sich elegant gerahmte Rundbogenfenster, über einigen davon befindet sich der Hinweis auf den Rang des Bewohners
R.CAR.S.GEOR.S.RO.E.CAMER (RAFAELLVS CARDINALIS SANCTI GEORGI SANCTAE ROMANAE ECCLESIAE CAMERARIVS = Raffael Kardinal von San Giorgio Kämmerer der Heiligen Römischen Kirche).

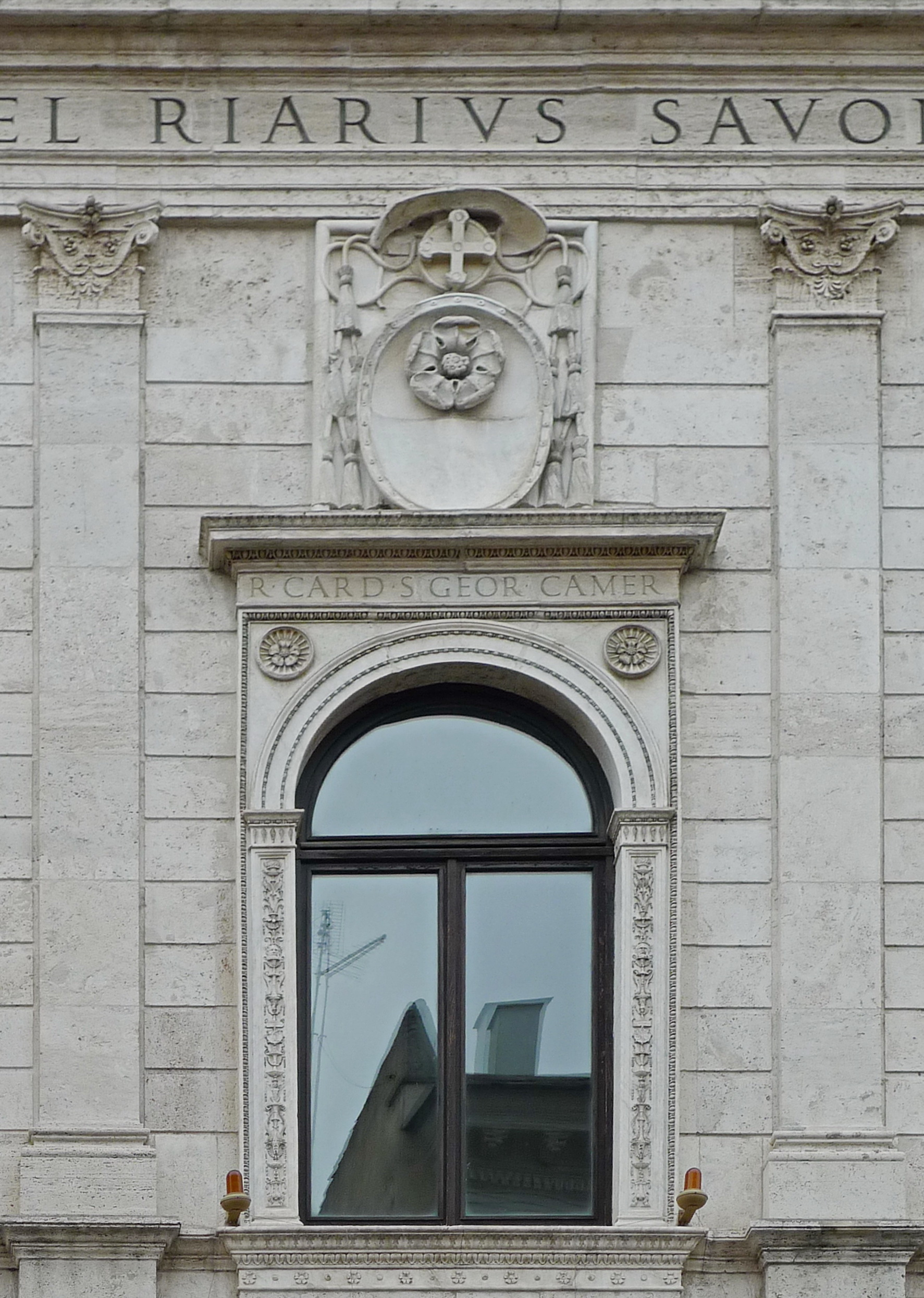
Andrea Bregno – Fensterädikula, Hauptfassade

Darüber Schilde mit der heraldischen Rose der Familie Riario. Der Auftrag, diese Fensterädikulä herzustellen, erging nachweislich an Andrea Bregno. Die Inschrift im Band über der Fensterreihe des Piano nobile erinnert an den Erbauer und an das Datum der Fertigstellung 1495 unter Papst Alexander VI.
RAPHAEL RIARIUS SAVONENSIS / SANCTI GEORGII DIACONUS CARDINALIS SANCTAE ROMANAE ECCLESIAE CAMERARIUS A SYXTO IIII PONTIFICE MAXIMO HONORIBUS AC FORTUNIS HONESTATUS TEMPLUM DIVO LAURENTIO MARTYRI DICATUM ET AEDIS A FUNDAMENTIS SUA IMPENSA FECIT / MCCCCLXXXXV ALEXANDRO VI P.M.
(„Raffaele Riario von Savona, des heiligen Georg Kardinal-Diakon, der heiligen römischen Kirche Kämmerer, von Papst Syxtus IV. mit Ehren und Glücksgütern hochgeehrt, hat den dem heiligen Märtyrer Laurentius geweihten Tempel und den Palast von Grund auf aus eigenen Mitteln erbaut 1495, zur Zeit Alexanders VI.“)
Im zweiten Stock sind rechteckige Fenster eingelassen, über denen wiederum kleine Rundbogenfenster eingefügt sind. Die Verteilung der Pilaster an der Hauptfassade folgt ebenfalls dem Verhältnis des Goldenen Schnitts. Die Seiten zum Corso Vittorio II., zur Via del Pellegrino und zum Garten sind als Backsteinwand mit architektonischen Gliederungen in Travertin ausgeführt. Typisch römisch ist der Einbau von Ladeneinheiten im Erdgeschoss des Seitenflügels, die noch heute zu erkennen sind. Sie dienten der Vermietung und sollten zusätzliche Erträge einbringen.
Der großartige Eckvorsprung in Richtung Campo de’ Fiori ist durch den fein ziselierten, Andrea Bregno zugeschriebenen Erker verziert. Die Seite zur Via del Pellegrino in Backstein und Travertin folgt der ursprünglichen Straßenführung. An der rückwärtigen Seite ist sie mit einem fein skulptierten Balkon verschönert. Die 1885–1888 in Backstein erneuerte Gartenseite zeigt eine einheitliche Unterteilung, gleich jener zum Corso Vittorio II.
An den vier Ecken des Baues befinden sich die Wappen jener Päpste, die sich um den Bau verdient gemacht haben: Sixtus IV., Julius II., Pius XI. und Pius XII.

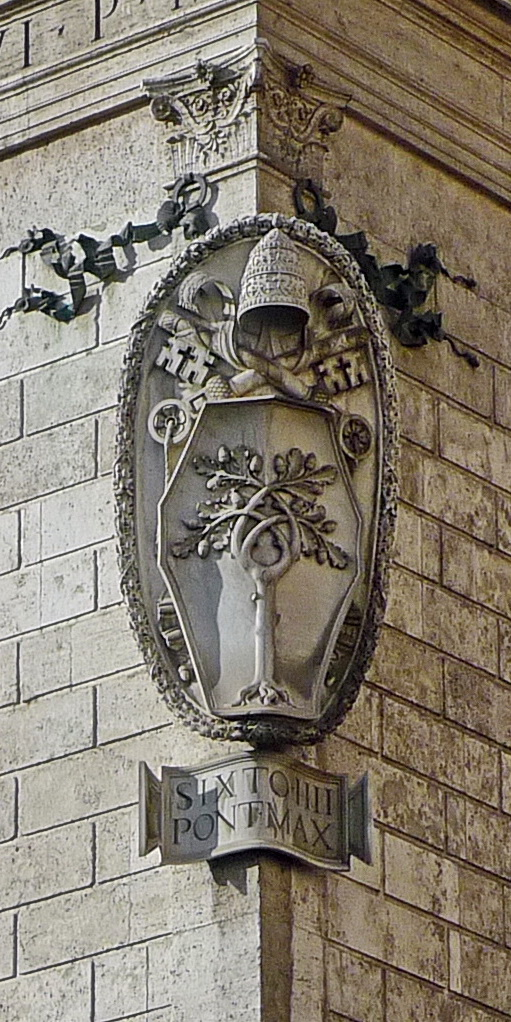
Wappen Sixtus IV.
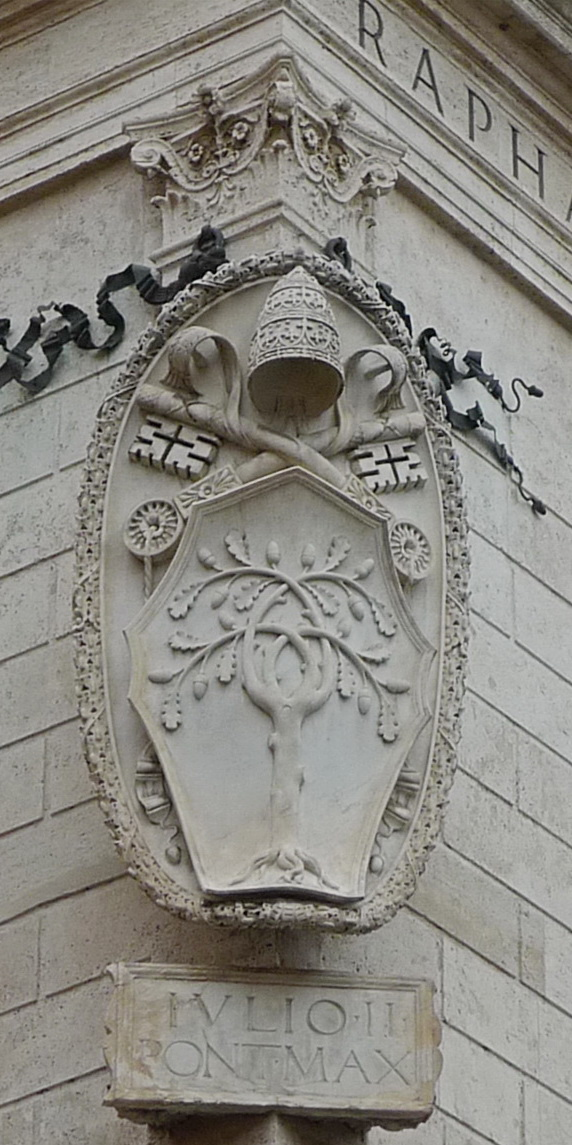
Wappen Julius II.
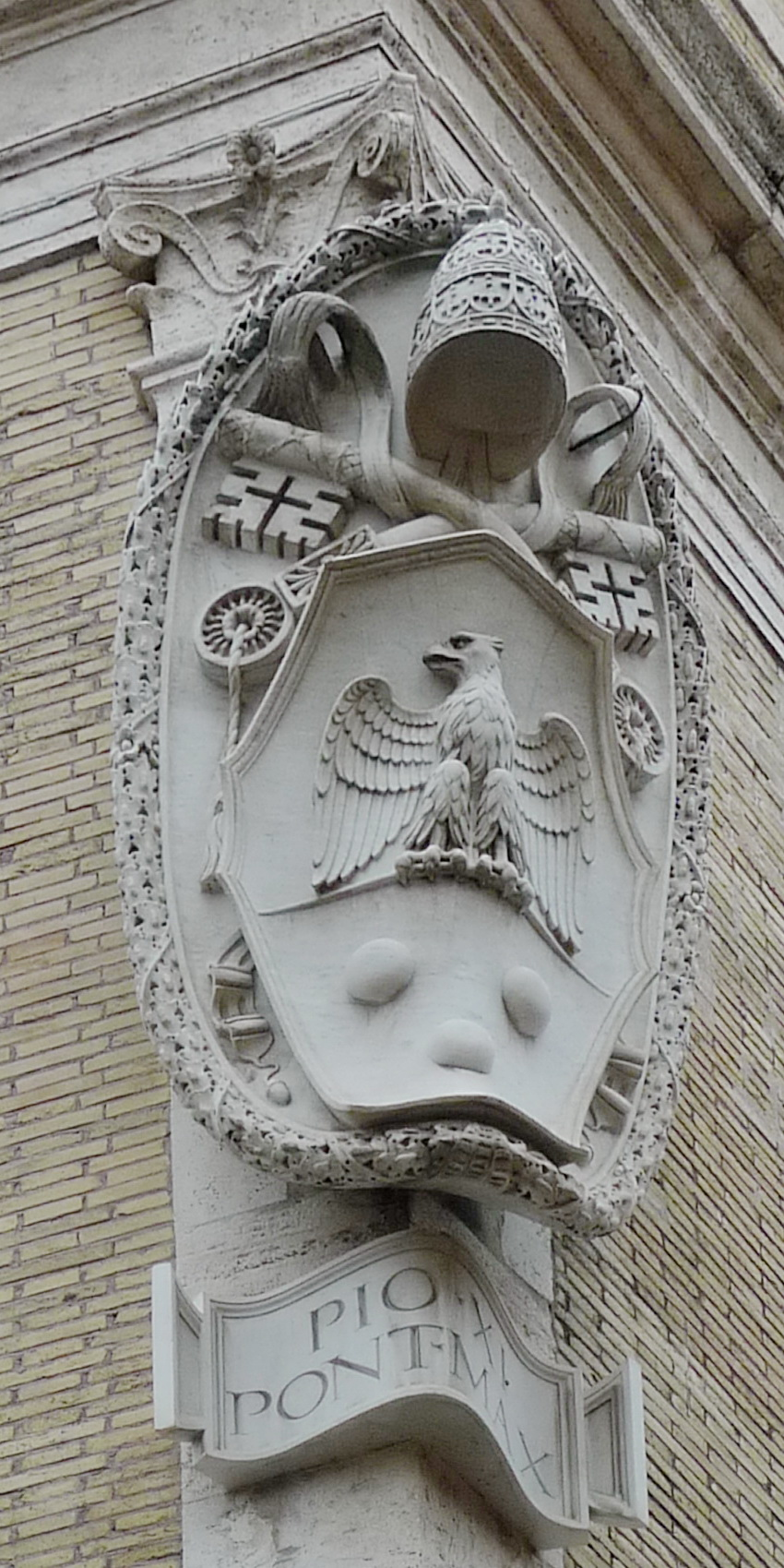
Wappen Pius XI.
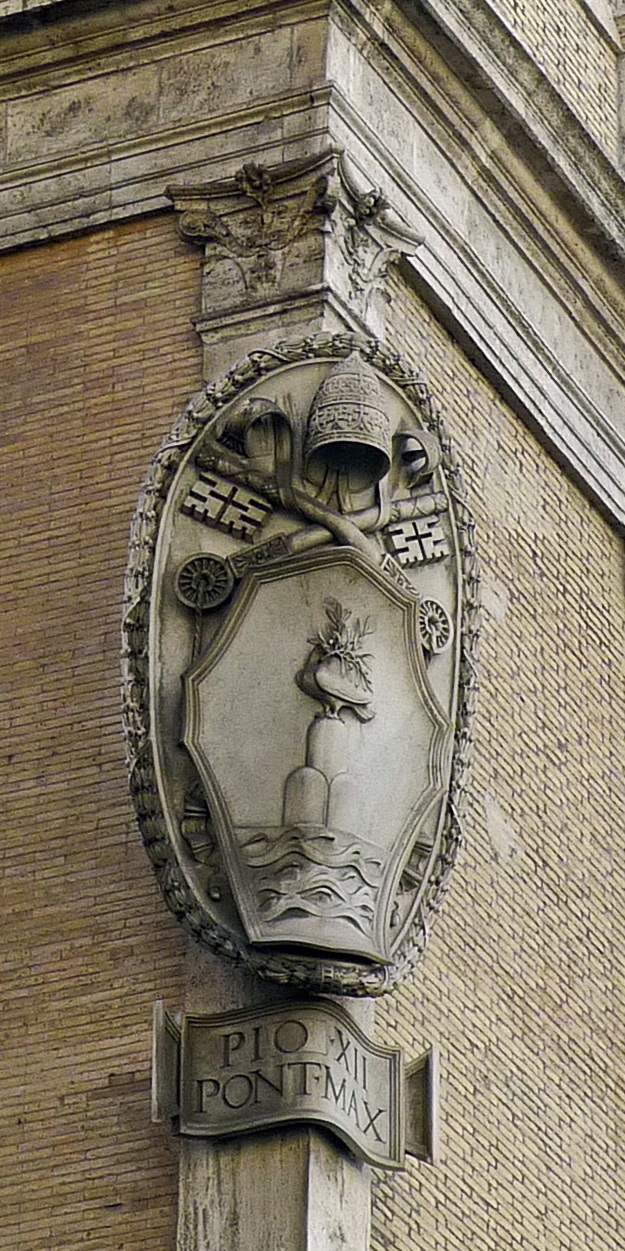
Wappen Pius XII.

## Innenhof

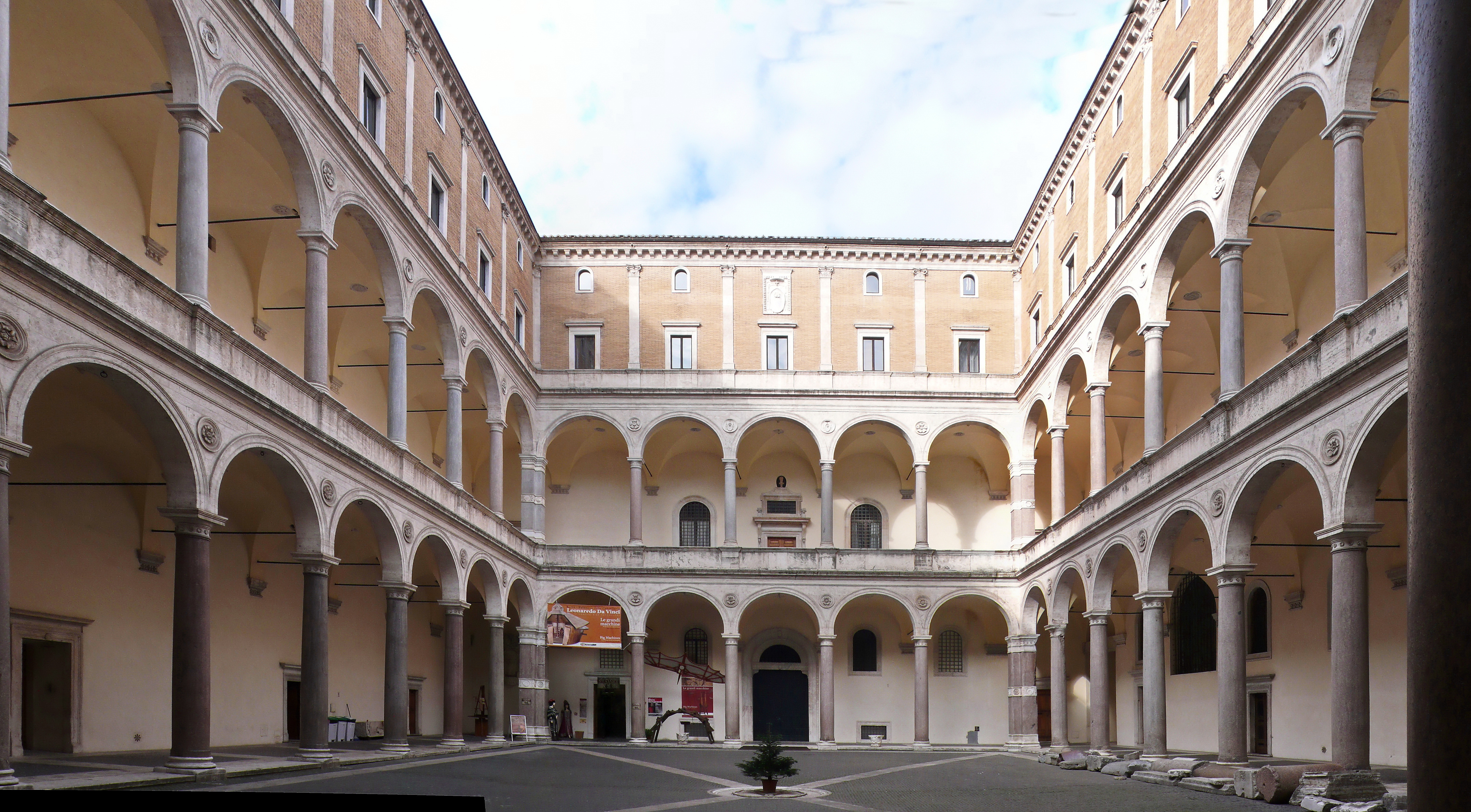
Cortile (Innenhof)

Durch das Hauptportal gelangt man in den ‘Cortile des Bramante‘ genannten Innenhof. Der Entwurf zu diesem Meisterwerk der Renaissancearchitektur wird Donato Bramante zugeschrieben. Die Ausführung könnte nach verschiedenen Quellen Antonio da Sangallo dem Älteren bzw. durch Andrea Bregno, der auch viele Details dekorativer Skulptur am Palast ausgeführt hat, erfolgt sein.
Der Innenhof des Palastes, klar gegliedert und von filigraner Eleganz, ist in seiner Leichtigkeit das Gegenstück zu der schweren Kompaktheit der Fassade. Der rechteckige Innenhof weist drei Stockwerke auf. Die beiden unteren sind mit Arkaden auf Säulen, toskanischen Rosettenkapitellen und Eckpilastern mit verzierten Marmorstreifen dekoriert. Zwischen den Bogen findet sich die heraldische Rose des Kardinal Riario wieder, wie auch auf den Schlusssteinen der Kreuzgewölbe. Das oberste Stockwerk ist in Backsteinbauweise ausgeführt, betont durch Lisenen mit Kompositkapitellen, zwischen denen sich größere rechteckige Fenster und darüber kleinere Bogenfenster öffnen.
Die 44 Granitsäulen der unteren Stockwerke sind antike Spolien; sie stammen wahrscheinlich zum Großteil aus der Kirche San Lorenzo in Damaso, die einen Teil des Palastes bildet. Einige der Säulen sollen ursprünglich aus dem nahe gelegenen Theater des Pompeius bzw. den Diokletiansthermen stammen. Mit 5 × 8 Arkaden, einer lichten Weite von 20,14 × 32,81 Meter (Paul Letarouilly) und zwei Loggien in 3 Geschossen ist der Hof von unerreichter Dimension.

## Innere Ausstattung

### Saal der Hundert Tage (Salone dei Cento Giorni)
Der bekannteste Raum im ersten Stock ist der Sitzungssaal, der Salone dei Cento Giorni. Die Fresken an den Wänden dieses Saales wurden innerhalb von 100 Tagen von Giorgio Vasari mit einem großen Stab an Gehilfen ausgeführt. Die gemalte Inschrift an der Stirnwand besagt, dass Georgius Arretinus (Vasari) 1546 im Auftrag des Kardinal Vizekanzlers Alessandro Farnese und von diesem zu großer Eile gedrängt, das Bildwerk am 100. Tage vollendet habe:
ALEXANDRO FARNESIO CARD.VICECANCELLARIO IVBENTE QVVM EXPEDITI OPERIS PICTVRAM NON AB RE NATA PRAECEPS OCCASIO POSTVLARET GEORGIVS ARRETINVS CENTESIMO DIA ITA MVNVS ABSOLVIT VT PROPERANTEM OBSEQVENDI NECESSITAS IVRE EXCVSET NISI MIRA CELERITAS AVGEAT DIGNITATEM
MDXLVI
Michelangelo, dem gegenüber sich Vasari mit der kurzen Zeit der Fertigstellung gebrüstet hatte, soll ironisch geäußert haben „si vede bene“ (danach sieht es aus). Die Darstellungen verherrlichen die Taten des Papstes Paul III., dem Großvater des Kardinal Farnese, der ihn bereits mit 15 Jahren (1535) zum Vizekanzler des Heiligen Stuhls als auch zum Kardinaldiakon der Kirche San Lorenzo in Damaso ernannte.

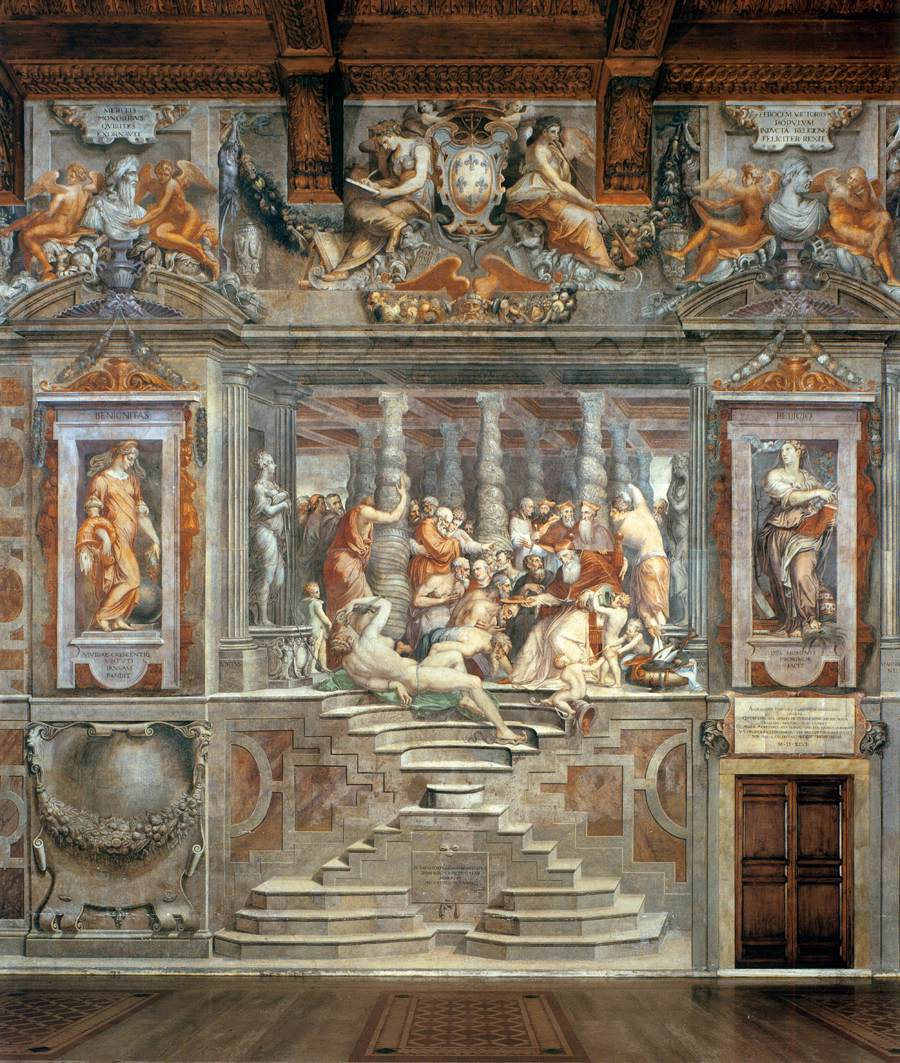
Fresko von Vasari Belohnung der Verdienstvollen durch Paul III.

Vasari griff stellenweise auf Figuren Michelangelos in der Medici-Kapelle in Florenz und auf Fresken Raffaels in den Stanzen zurück. Er schreibt in seiner Biographie über den Bilderzyklus „Alle Szenen stellen die Taten von Papst Paul III. dar, und jede enthält ein nach dem Leben gemaltes Porträt von ihm“. Dargestellt sind unter anderem die „Belohnung der Verdienstvollen durch Paul III.“, „Die Begegnung des Französischen Königs Franz I. mit Kaiser Karl V.“ unter der segnenden, Frieden stiftenden Hand des Papstes und „Paul III. als Bauherr von Sankt Peter“ mit den allegorischen Darstellungen der Malerei, Bildhauerei und Architektur. Gleichzeitig sind eine Reihe bedeutender Persönlichkeiten der Zeitgeschichte und auch der Antike porträtiert. Der Raum ist eine Summe von Architektur und Malerei, von Erzählung und Allegorie, von Text und Bild, wie Gerd Blum in seiner Vasari-Biographie schreibt. Der Humanist und Historiker Paolo Giovio half Vasari bei der Entwicklung des umfangreichen Bildprogramms. Der Künstler erhielt für sein Werk die beträchtliche Summe von 880 Scudi.
Die schnelle Ausführung der Fresken gelang durch die vom Maler Raffael entwickelte neuzeitlich anmutende, stark arbeitsteilige Vorgehensweise. Selbstkritisch berichtet Vasari in seiner Autobiographie, dass es besser gewesen wäre, 100 Monate dafür gebraucht, aber dafür vieles selbst ausgeführt zu haben.

### Appartement des Kardinals
In einem Trakt befinden sich die ehemaligen Wohn- und Arbeitsräume der Kardinäle, die das Amt des Apostolischen Vizekanzlers bzw. Kanzlers innehatten. Die Räume umfassen auch die Kapelle, in der früher die Pallien vor der Verleihung aufbewahrt wurden. Die Fresken stammen von Francesco Salviati. Die Gewölbe der heutigen Büros zeigen biblische Szenen ausgeführt von Perino del Vaga.

### Sala Riaria
Im ersten Stock befindet sich die auf Veranlassung Clemens XI. 1718 verzierte und 1939 restaurierte Sala Riaria. Das Band an den Wänden zeigt Themen, die das Pontifikat Clemens XI. verherrlichen.

### Stufetta (Öfchen)
In einem Mezzanin des Nordostflügels findet sich das ‘Öfchen‘, ein Antonio da Sangallo dem Jüngeren zugeschriebenes beheizbares Bad im Grundriss eines griechischen Kreuzes (1515 und 1520). Die Fresken im Gewölbe stammen von Baldassare Peruzzi.

### Die Kirche San Lorenzo in Damaso

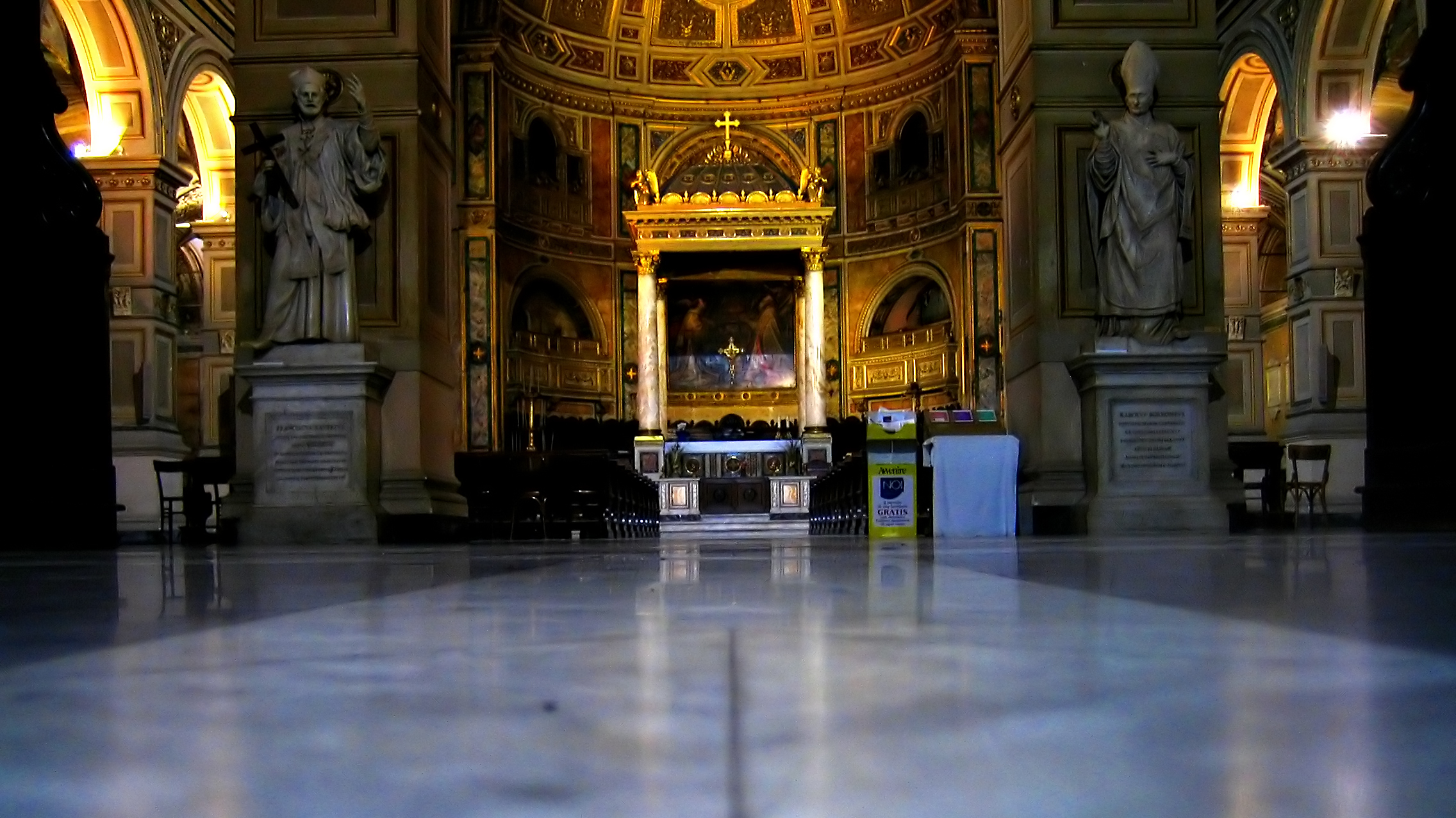
Die Kirche San Lorenzo in Damaso

Durch ein Portal rechts an der Fassade des Palastes betritt man die Kirche San Lorenzo in Damaso. Diese Kirche, eine der ältesten in Rom, wurde um 380 von Papst Damasus über einer, dem Hl. Laurentius von Rom geweihten Hauskirche (ecclesia domestica) errichtet. Anfang des 15. Jh. erweiterte sie Kardinal Mezzarota-Scarampo und bezog sie in seinen prächtigen Palast ein. Im Zuge des Neubaues des Palazzo durch Kardinal Raffaele Riario wurde die Kirche zu einem Teil des Palastes.
Während der napoleonischen Besatzung benutzte man die Kirche als Pferdestall. Eine gründliche Restaurierung erfolgte 1814 durch Giuseppe Valadier.